# Tron 2.0
Tron 2.0 è uno sparatutto in prima persona ispirato al film Tron, proponendosi come sequel dello stesso. È infatti ambientato 20 anni dopo gli eventi di Tron, e si vestono i panni di Jet, un talentuoso programmatore che entrerà nel mondo virtuale per fermare un potente virus.

## Multiplayer
Nella modalità multiplayer, i giocatori si possono sfidare ad una gara con le peculiari Light Cycle, delle futuristiche moto.

## Voci
I doppiatori del gioco includono Bruce Boxleitner e Cindy Morgan, due degli attori protagonisti del film originale (il primo nello stesso personaggio del film, Alan Bradley, la seconda con un nuovo personaggio), e Rebecca Romijn.

## Curiosità
- Nel videogioco, ben 7 anni prima del film, si fa riferimento al programma Tron: Legacy, appunto la versione 2.0 del titolo.
- Il titolo del film uscito nel 2010 fa riferimento proprio a questo gioco.
- Il videogioco pubblicato in contemporanea a Tron: Legacy, Tron: Evolution, è, oltre che il prequel del film, anche il seguito di Tron 2.0.
- La versione per GBA include come contenuti extra i due giochi arcade basati sul film originale, Tron e Tron: Deadly Discs.